# 懷俄明級戰列艦
怀俄明级战列舰是美國海軍建造的一级无畏舰。该级的怀俄明号战列舰和阿肯色号战列舰均于1909年批准建造，1910年开工，1912年完工。怀俄明级是美国海军的第四级无畏舰，也是最后一级采用12英寸（305 mm）舰炮的战列舰。相比前型佛罗里达级战列舰，怀俄明级增加了一座双联装炮塔并改进了装甲。此外，怀俄明级还首次采用了防鱼雷隔舱。美国海军曾考虑配备14英寸（356 mm）舰炮，但由于担心延期交付、战舰排水量过大等问题而最终放弃。
20世纪10年代初，怀俄明号战列舰和阿肯色号战列舰在大西洋舰队服役。1917年4月美国参加第一次世界大战后，这两艘军舰被派往英国海域，以增援英國皇家海軍大舰队。1919年至1921年编入太平洋舰队，尔后回到大西洋舰队。其在大西洋舰队主要用作训练演习，以及协助美国海军学院的学员参加巡航训练。20世纪20年代中期，怀俄明号和阿肯色号都进行了大规模的现代化改造，如将旧式的燃煤锅炉替换成燃油锅炉、改进甲板装甲、加装防雷鼓包与高射炮等。
根据1930年的《伦敦海军条约》，怀俄明号战列舰被改造成训练舰，拆除了3座主炮炮塔、水线装甲带和防鱼雷隔舱，而阿肯色号战列舰继续在海军服役。美国参加第二次世界大战后，阿肯色号用以护航前往北非的船队。1944年开始，阿肯色号作为沿海轰炸船参加了“霸王行动”以及“龍騎兵行動”，之后调往太平洋战场为硫磺岛战役和沖繩島戰役提供火力支援。而怀俄明号在1944年加装高射炮成为防空训练舰。两舰战后不久即退役，阿肯色号在1946年“十字路口行动”期间被用作靶船，怀俄明号在1947年作为废品卖给造船厂拆毁。

## 设计
1908年7月22日，纽波特会议召开。美国海军总局以及海军战争学院的工作人员、总统西奥多·罗斯福和其他军官参加了这次会议。由于英国皇家海军已在制造13.5英寸（343）舰炮，与会者赞成新型战列舰应采用14英寸（356）舰炮。但根据美国海军军械局估计，新舰炮的设计、生产和测试工作需要两年时间。8月26日，美国海军部长维克多·梅特卡夫向海军建造和修理局要求提供安装8门和10门14英寸（356 mm）舰炮的战列舰设计草案，且为其安装最重型的防护装甲，航速应达到20 kn（37 km/h；23 mph）以上。
为了满足梅特卡夫的要求，海军建造和修理局设计了三种方案：404方案（4座14英寸（356）舰炮炮塔）、502方案（5座14英寸（356）舰炮炮塔）以及601方案（6座12英寸（305）舰炮炮塔）。但14英寸（356）舰炮尚未开始设计，可能导致延期交付。此外，随着舰炮口径增大，船只的排水量会急剧增加，需要大规模改造干船坞，其中根据502方案建造的战列舰只能停泊在珍珠港和普吉特海湾。军械局认为，一般情况下距离8,000至8,500 yd（7,300至7,800米）时12英寸（305）舰炮足以打穿装甲，没有必要加装14英寸（356）舰炮。因此，美国海军总局最终选择了601方案。而502方案则成为次型纽约级战列舰的基础。
1907至1909年的大白舰队巡航暴露了副炮炮塔易受浪花飞沫干扰的问题。在纽波特会议上，一些军官主张将其置于在上层建筑中，但是5英寸（127）舰炮会造成顶部过重。另一种方案是将其置于艏楼，但可能产生应力问题导致艏甲板与主甲板衔接处分离。设计人员最终采用全长平甲板，既增加了强度，又使副炮与水面的距离比此前高出约4英尺（1.2米）。
相比前型，最终设计方案的水线装甲带和炮座装甲增厚了一英寸。方案中对上烟道采用了新的防护系统，因为3年前的俄日对马海峡海战中表明上烟道如果遭受严重损坏，舰体内将充斥烟雾。在水下防护方面首次采用防鱼雷隔舱。
1909年3月3日，国会最终批准建造BB-32和BB-33两艘新战舰。

### 特征
怀俄明级战列舰水线长554英尺（169米），全长562英尺（171米），舷宽93英尺3英寸（28.42米），吃水深度28英尺7英寸（9米）。其设计吨位26,000 long ton（26,417 t），满载时吨位27,243 long ton（27,680 t）。怀俄明级装备有全长的平甲板以改善在较恶劣的海况中副炮的作战能力。两艘船均安装格构桅杆，穩心高度为5.4英尺（2米）。 按照设计，该级舰船每艘应配备58名军官和1005名士兵。
船只采用额定28,000 shp（21,000 kW）的四轴帕森斯海用蒸汽涡轮发动机。12台巴布科克和威尔科克斯式混合煤、油锅炉提供蒸汽动力。发动机最高转速为20.5 kn（38.0 km/h；23.6 mph），但在试验中，阿肯色号曾达到21.22節（39.30每小時；24.42英里每小時）。该级可装载1,667 long ton（1,694 t）煤炭和266 long ton（270 t）石油，可供以10 kn（19 km/h；12 mph）的速度巡航6,700 nmi（12,400 km；7,700 mi），或以20 kn（37 km/h；23 mph）的速度巡航2,655 nmi（4,917 km；3,055 mi）。船只转向由单舵控制。

### 武器

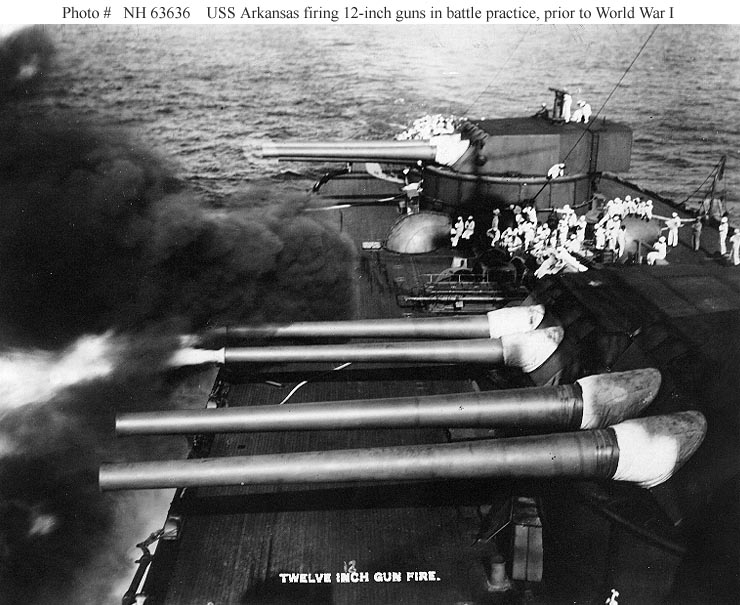
演习时，阿肯色号船尾的四个炮塔正在开火

怀俄明级战列舰装备12门Mark 7型12英寸（305 mm）50倍径主舰炮，这些舰炮安装在6座沿中轴线布置的Mark 9型双联装砲塔中，背负式布局，前二后四。主炮炮弹重870磅（395），推进剂重353磅（160），初速度为2,900 ft/s（880 m/s）。美国海军中只有怀俄明级采用这种舰炮。相比早期无畏舰采用的低速Mark 5型12英寸（305 mm）45倍径舰炮，Mark 7型在12,000 yd（11,000米）的射程内能打穿12.3英寸（310 mm）的现代表面硬化装甲，而Mark 5型仅能打穿10.8英寸（270 mm）。Mark 9型双联装炮塔最大仰角15°、最大俯角-5°，但装弹时需要回到0°。
副炮则装备了21门5英寸（127 mm）51倍径舰炮。副炮炮弹重50磅（23），推进剂重24.5磅（11.1），初速度为3,150 ft/s（960 m/s）。根据当时主力艦惯例，舷侧装备了21英寸（530）的鱼雷管，采用Mark 3型鱼雷，重218磅（99），射程4,000 yd（3,700米） ，射速26.5 kn（49.1 km/h；30.5 mph）。

### 装甲
怀俄明级的水线装甲带高8英尺（2.4米），厚11英寸（280 mm），覆盖船舶中央部分以保护弹药库和机舱。装甲带舰尾厚5英寸（130 mm），底部边缘厚9英寸（230 mm）。装甲带的前端与11英寸（280 mm）厚的横向水密艙壁相连，至最前的主炮塔，而后端则与9英寸（230 mm）厚的舱壁相连。甲板装甲为2.5英寸（64 mm） 的特殊钢材，在次重要区厚1.5英寸（38 mm）。司令塔侧面厚11.5英寸（292 mm），顶部厚3英寸（76 mm）。
炮塔主装甲厚12英寸（305 mm），顶部厚3英寸（76 mm）。其侧面防护支撑物厚11英寸（279 mm），被装甲带遮挡的部分厚4.5英寸（110 mm）。炮座装甲下半部厚11英寸（280 mm），上半部厚6.5英寸（170 mm）。炮舱内侧为保护上烟道的纵向装甲舱壁。

### 改造
在服役期间，怀俄明级的两艘战舰都进行过改造。第一次世界大战期间改造了指挥塔顶部以及炮塔装甲，甲板装甲增厚到3.5英寸（89 mm），并安装了8门3英寸（76）50倍径高射炮。1922年2月《华盛顿海军条约》签署后，现代化改造遭到限制。条约规定舰船排水量不得增加超过3,000 long ton（3,000 t），且不得改动主炮及其支架。只有对空、水下武器以及推进系统能够改造。

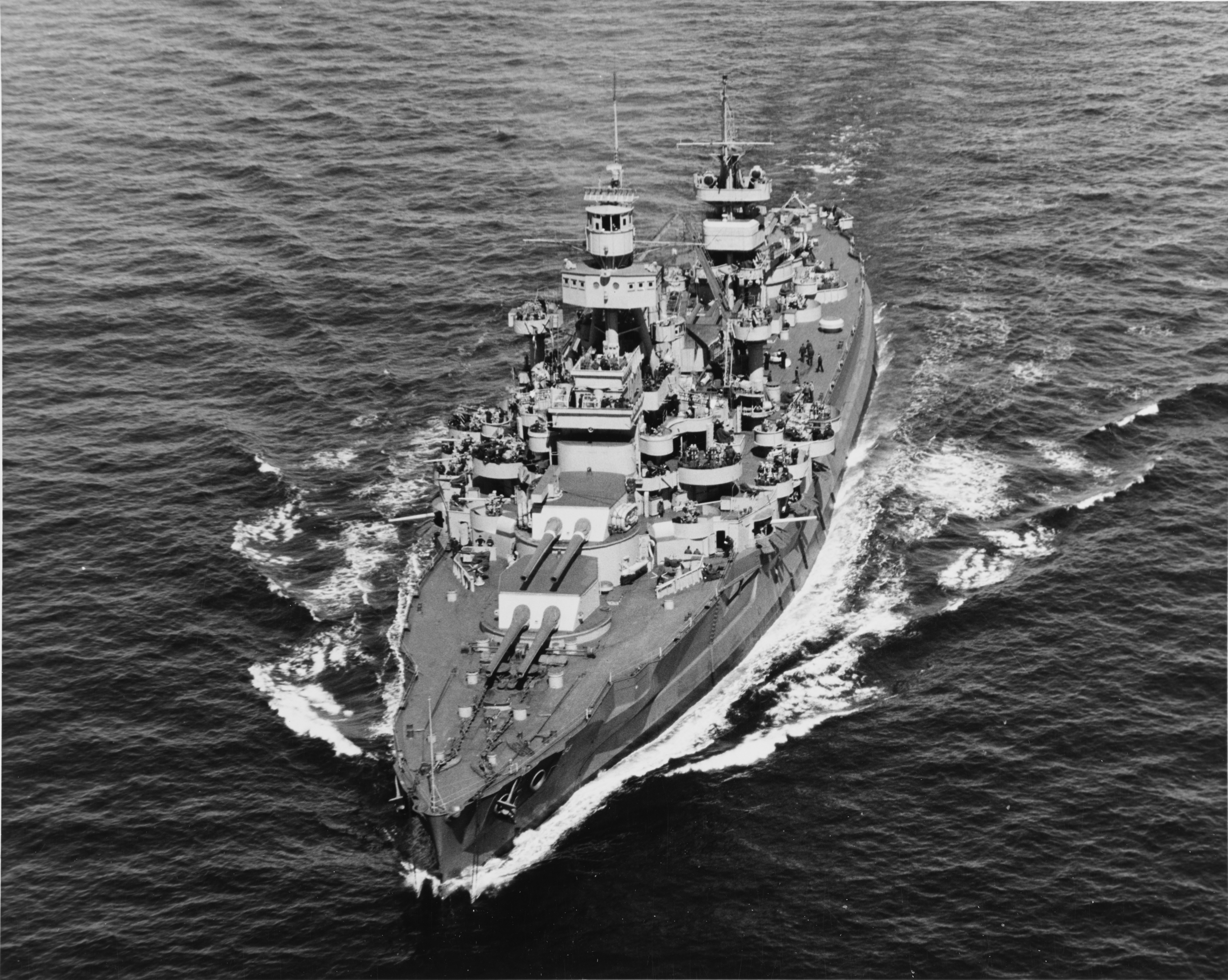
1944年的阿肯色号战列舰

20世纪20年代，怀俄明级、佛罗里达级和纽约级战列舰都进行了现代化改造。6艘舰船安装了从取消建造的南达科他级战列舰上拆下的燃油锅炉，使得巡航里程达到11,000 nmi（20,000 km；13,000 mi）。同时加装了防雷鼓包以加强水下防御并提升石油储量。怀俄明号和阿肯色号将笼状主桅杆改装成装有探照灯和无线电天线的三脚桅杆。副炮位置再次抬高，以减轻海况影响。与指挥塔并排的舷外平台顶部加装8门3英寸（76 mm）高射炮。鱼雷发射管全部拆除。
根据1930年《伦敦海军条约》，怀俄明号战列舰进行了非军事化改造，拆除了3座主炮炮塔、水线装甲带和防鱼雷隔舱，成为训练舰。1944年1月12日至4月3日，诺福克海军造船厂将后主炮改为Mk 12 5吋38倍徑砲的炮架，并加装了新的火控雷达。改造后的怀俄明号成为训练高射炮手的防空训练舰。第二次世界大战期间，阿肯色号只进行了少量改装。1942年，阿肯色号安装了新的三脚前桅、舰桥和高射炮。1945年加装了6门波佛斯40公釐高射砲和28门厄利孔20毫米机炮，3英寸（76 mm）高射炮增至10门。

## 同级舰
| 舰名           | 舷号  | 建造商             | 架设          | 下水          | 服役          | 退役          | 结局                                                             |
| -------------- | ----- | ------------------ | ------------- | ------------- | ------------- | ------------- | ---------------------------------------------------------------- |
| 怀俄明号战列舰 | BB-32 | 克雷普父子造船公司 | 1910年2月9日  | 1911年5月25日 | 1912年9月25日 | 1947年8月1日  | 1947年10月30日作为废品出售，1947年12月16日除名                   |
| 阿肯色号战列舰 | BB-33 | 紐約造船廠         | 1910年1月25日 | 1911年1月14日 | 1912年9月17日 | 1946年7月29日 | 1946年7月25日作为“十字路口行动”靶船被军方击沉，1946年8月15日除名 |

## 服役历史

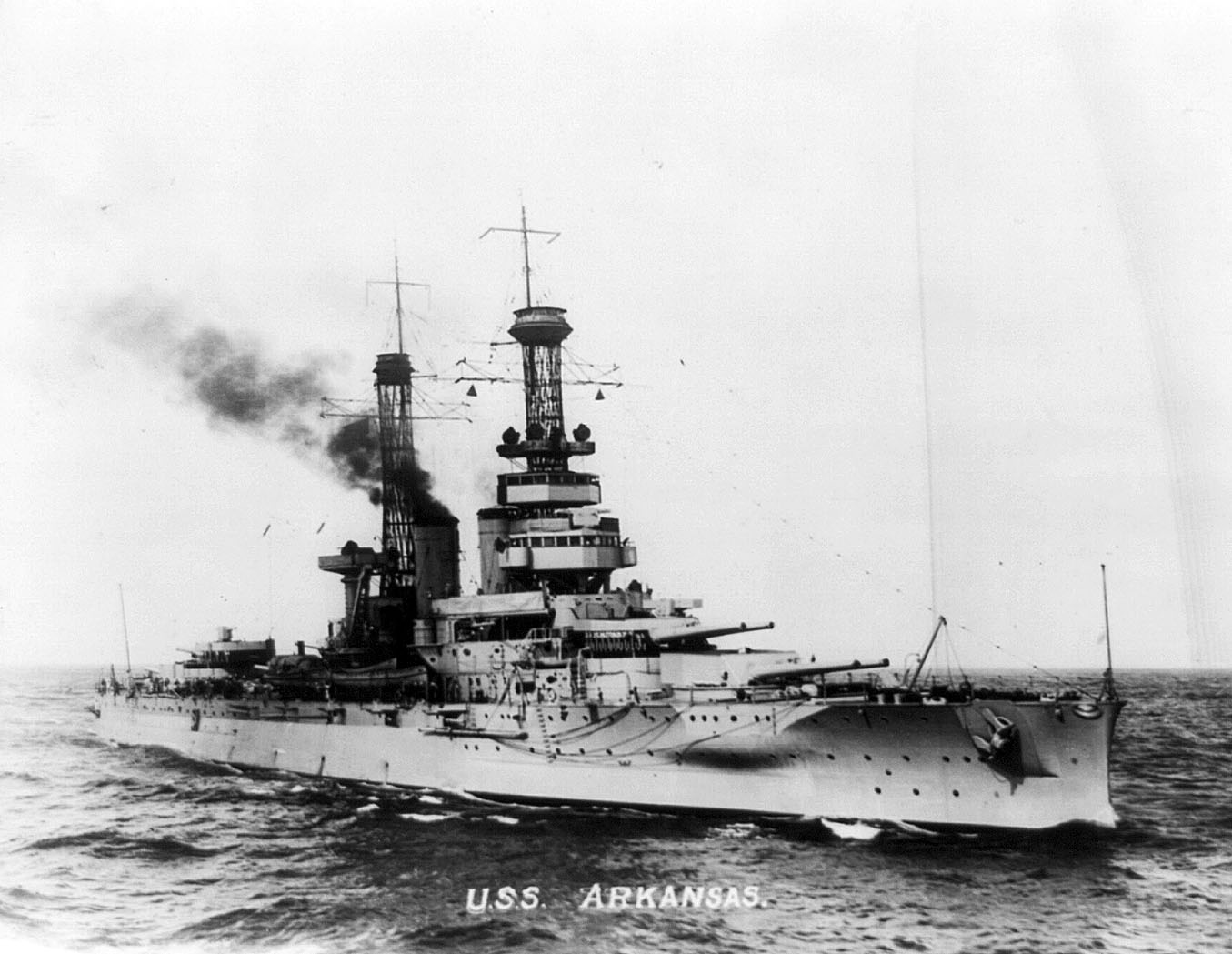
1920年的阿肯色号战列舰

开始服役时，怀俄明号和阿肯色号分配至大西洋舰队，在美国东海岸和加勒比海参加日常训练和舰队演习，定期维护。1913年底前往地中海，停靠意大利、法国等地。1914年4月墨西哥革命期间，两舰参与了美国占领韦拉克鲁斯战役。阿肯色号的两名船员在此次战役中获得了荣誉勋章。1917年4月6日美国对德国宣战后，怀俄明号编入美国战列舰九师前往斯卡帕湾增援英国皇家海军大艦隊。阿肯色州最初留在美国本土协助训练炮兵，1918年7月也被派往英国。两艘战舰战争期间都没有参战，但1918年11月德国公海舰队投降时都在场。
从1919年中期到1921年中期，怀俄明号和阿肯色号在太平洋舰队服役。怀俄明号成为战列舰第六师的旗艦，曾到访中美洲和南美洲国家，并在瓦尔帕莱索受智利总统检阅。两舰于1921年中期回到大西洋舰队服役，主要用作训练演习，以及协助美国海军学院的学员进行巡航训练。1925年6月，阿肯色号参加了1925年圣巴巴拉地震的救援工作。从1925年底到1927年，两舰进行改造。1929年至1930年，海军学院的学员乘坐阿肯色号前往欧洲。1931年，根据《伦敦海军条约》要求 ，怀俄明号成为训练舰，协助美国海军后备军官训练团学员进行巡航训练。 

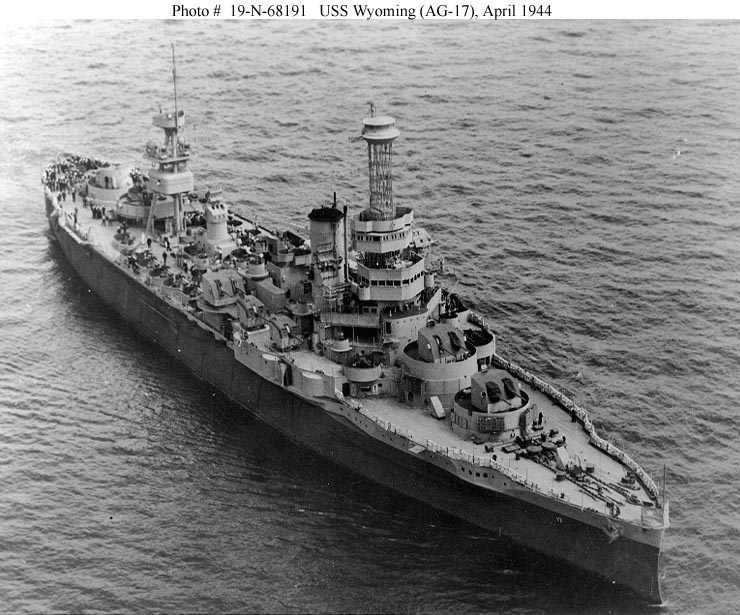
作为训练舰的怀俄明号战列舰

1932年初至1934年初，阿肯色号回到太平洋舰队服役，随后又前往欧洲。1939年9月第二次世界大战爆发后，阿肯色号加入中立巡逻队的后备部队，并作为护航船在1941年7月协助占领冰岛。11月，怀俄明号成为炮兵训练舰，而阿肯色号继续在前线服役。阿肯色号主要在北大西洋及地中海进行护航任务。1944年6月参加诺曼底战役，负责打击奥马哈海滩和瑟堡的德军阵地。同年8月参加“龍騎兵行動”。尔后调往太平洋战场抗击日军，1945年参加硫磺岛战役和沖繩島戰役。
1945年9月二战结束后，阿肯色号参加了“魔毯行动”，协助美军返国。1946年，阿肯色号成为“十字路口行动”的靶船，并在代号“Baker”的水下核试中被击沉。而怀俄明号在1947年退役并作为废品出售。

### 脚注
1. ↑  数据在舰船服役期间有较大变动。

### 引文
1. 1 2 3 4 5 6 7 8 9  Gardiner & Gray，第114頁.
2. ↑  Friedman 1985，第81, 85頁.
3. ↑  Friedman 1985，第86頁.
4. 1 2  Friedman 1985，第87–89頁.
5. ↑  Friedman 1985，第93頁.
6. ↑  Friedman 1985，第89–93頁.
7. ↑  Friedman 1985，第88頁.
8. 1 2  Friedman 1985，第434–435頁.
9. 1 2 3 4  Friedman 1985，第434頁.
10. ↑  Friedman 2011，第172–173頁.
11. ↑  Friedman 2011，第185頁.
12. ↑  Friedman 2011，第342頁.
13. ↑  Friedman 1985，第90, 434頁.
14. ↑  Friedman 1985，第90–91, 434頁.
15. 1 2  Gardiner & Chesneau，第91頁.
16. ↑  Friedman 1985，第189頁.
17. ↑  Friedman 1985，第193頁.
18. ↑  Friedman 1985，第195–196頁.
19. 1 2 3 4 5 6  DANFS Wyoming.
20. 1 2  Breyer，第202頁.
21. 1 2 3 4  DANFS Arkansas.